# تیرل بلفورد
تیرل بلفورد (انگلیسی: Tyrell Belford؛ زادهٔ ۶ مهٔ ۱۹۹۴) بازیکن فوتبال اهل بریتانیا است.
از باشگاه‌هایی که در آن بازی کرده‌است می‌توان به باشگاه فوتبال سوئیندون تاون، باشگاه فوتبال لیورپول، و تیم ملی فوتبال زیر ۱۷ سال انگلستان اشاره کرد.
وی همچنین در تیم‌های ملی فوتبال زیر ۱۶ و ۱۷ سال انگلستان بازی کرده‌است.